# Amphipogon sericeus
Amphipogon sericeus là một loài thực vật có hoa trong họ Hòa thảo. Loài này được (Vickery) T.D.Macfarl. mô tả khoa học đầu tiên năm 2002.